# 李会
李会（？—？），辽东郡襄平县（今辽宁省辽阳市）人，北魏官员。

## 生平
李会在父亲李元护死后袭爵为广饶县开国伯，正始年间降爵为子爵，食邑五百户。延昌年间，李会出任宣威将军、给事中。李会愚钝呆滞喜好饮酒，他的妻子是南阳郡太守清河房伯玉的女儿，很有姿色，李会不搭理房氏。房氏因此和李会的弟弟李机通奸，趁着李会喝醉酒将他杀死。李会的儿子李景宣袭爵。李机和房氏之后如同夫妻一样，等到十多年后，房氏容貌衰老，李机才婚娶。